# Moneta conifera
Moneta conifera là một loài nhện trong họ Theridiidae.
Loài này thuộc chi Moneta. Moneta conifera được Arthur T. Urquhart. miêu tả năm 1887.